# SIPOC
SIPOC (акроним от англ. supplier, input, process, output, customer — поставщик, вход, процесс, выход, заказчик) — один из инструментов описания бизнес-процессов. SIPOC позволяет проследить бизнес-логику процесса, с высоким, но управляемым уровнем абстракции. Во многих случаях SIPOC может быть использован для описания всех бизнес-процессов компании, обзора процессов «с высоты». Этот инструмент может служить поставщиком материала для формализации бизнес-процессов в общепринятых нотациях, например, BPMN.
Карты SIPOC применяют:
- в проектах шести сигм на первой стадии цикла DMAIC — Define – для того, чтобы определить “рамки” проекта. С помощью SIPOC устанавливают границы рассматриваемого процесса перед тем, как приступить к его измерению (Measure) и анализу (Analyze).
- в проектах Lean ("Бережливое производство") на этапе поиска потерь для того, чтобы описать движение информации/товаров/услуг, а так же взаимоотношений, возникающих между участниками бизнес-процесса.
- для реорганизации бизнес-процессов, их непрерывного совершенствования, например, в рамках философии Кайдзен. Многие проблемы в компаниях возникают на стыках подразделений и должностей. Здесь хорошо помогает реализованная в SIPOC концепция «клиент – поставщик» – одна из основ процессного подхода.

SIPOC - это: Supplier (поставщик), Input (вход), Process (процесс), Output (выход), Customer (заказчик):
- Supplier (поставщики) - те, кто поставляет основную информацию, материалы, продукт и иные ресурсы для бизнес-процесса.
- Input (входы) - то, что поставляется для бизнес-процесса.
- Process (процессы) - взаимосвязанные операции / подпроцессы  бизнес-процесса, которые добавляют ценность конечному продукту или результату.
- Output (выходы) - результаты или продукты бизнес-процесса.
- Customer (заказчики) - те, кто получает результаты или продукты бизнес-процесса.

Начинайте формировать SIPOC “справа” (C->O->P->I->S):
1. Определите заказчиков.
2. Опишите продукты или услуги, которые требуют заказчики.
3. Приведите краткое (5-7 ключевых операций) описание процесса.
4. Укажите основные входы процесса.
5. Приведите перечень ключевых поставщиков

Циклические процессы всегда рассматриваются с «высоты», которая позволяет циклический процесс определить, как отдельный единичный этап. Если циклический процесс содержит принципиально важные блоки для автоматизации, то одна итерация такого цикла описывается отдельной картой SIPOC.
Параллельные процессы, если позволяет ситуация, описываются отдельными картами SIPOC. Если взаимоотношения параллельных процессов во времени сложные, то SIPOC используется только для описания процессов, сами взаимоотношения процессов во времени описываются другими инструментами. Это выходит за рамки применения инструмента SIPOC.
Если процесс содержит ветвления, то картами SIPOC описываются этапы процесса до и после ветвлений. В этом отношении SIPOC не совсем удобный инструмент. Если ветвлений много, то это означает, что либо выбран не тот «масштаб», либо необходимо использовать другие инструменты.